# Poecilaemula
Poecilaemula is een geslacht van hooiwagens uit de familie Cosmetidae.
De wetenschappelijke naam Poecilaemula is voor het eerst geldig gepubliceerd door Roewer in 1912.

## Soorten
Poecilaemula omvat de volgende 8 soorten:
- Poecilaemula eutypa (Chamberlin, 1925)
- Poecilaemula iching Medrano, Kury, Martins & Proud, 2024
- Poecilaemula lavarrei Goodnight & Goodnight, 1942
- Poecilaemula metatarsalis Roewer, 1915
- Poecilaemula moniliata Roewer, 1928
- Poecilaemula peruviana Roewer, 1947
- Poecilaemula signata (Banks, 1909)
- Poecilaemula smaragdula Mello-Leitão, 1941